# تصلب متعدد شبيه الورمي
يعاني مرضى التصلب المتعدد شبيه الورمي من آفات متعددة مزيلة للميالين في الجهاز العصبي المركزي، لكنَّ خصائص هذه الآفات تختلف عن تلك التي تشاهد في التصلب اللويحي النموذجي. يُطلق على هذا النوع اسم التصلب اللويحي شبيه الورمي لأن الآفات التي تحدث فيه تشبه الورم، وتحاكي الأورام سريريًا وشعاعيًا ومرضيًا.
تتميز هذه الآفات غير النمطية بحجم أكبر من 2 سم مع تأثير هام على الأنسجة حولها ووذمة. تأثير الكتلة الأساسي هو الضغط على المادة الدماغية المحيطة بها، وتحدث الوذمات نتيجة تراكم السوائل داخل أنسجة المخ. قد تحاكي آفات التصلب اللويحي شبيه الورمي الأورام الدبقية الخبيث أو الخراجات الدماغية، ويختلط التشخيص بينها بسبب تشابه مظهر هذه الآفات عند التصوير بالرنين المغناطيسي.
تظهر الآفات المرضية المزيلة للميالين في التصلب اللويحي شبيه الورمي على شكل بقع منتشرة صغيرة الحجم منفصلة عن بعضها، أما إذا ظهرت الآفات المزيلة للميالين بشكل فردي، يطلق عليها التصلب اللويحي المفرد. تنتمي كل هذه الحالات إلى مرض التصلب اللويحي، ولكن لا يوجد حتى الآن نظام عالمي موحد لتصنيفها.
التصلب اللويحي شبيه الورمي مرض التهابي مزيل للميالين. تعتبر عملية تكوين الميالين في المحاور العصبية مهمة للغاية لنقل التنبيهات العصبية، لأن هذه المادة تُحسن سرعة توصيل التنبيهات من محور عصبي إلى آخر، إذ أن غلاف الميالين عالي المقاومة مع توصيل منخفض للتنبيهات. تؤثر عملية إزالة الميالين على الاتصال بين الخلايا العصبية، وبالتالي تؤثر على المسارات العصبية التي تتحكم فيها هذه الخلايا اعتمادًا على مكان حدوث إزالة الميالين ودرجته، ولذلك يعاني المرضى المصابون بالتصلب اللويحي شبيه الورمي من أعراض متفاوتة الشدة.

## العلامات والأعراض
تشمل أعراض مرض التصلب اللويحي النموذجي أعراضًا حسية وأعراضًا حركية، وتشمل الأعراض الأكثر شيوعًا التشنج العضلي وفقدان البصر وصعوبة المشي وتنميل في الجلد والأطراف. لكن أعراض التصلب اللويحي شبيه الورمي ليست واضحة أو ثابتة، وغالبًا ما تحاكي مجموعة متنوعة من الأمراض الأخرى مثل السكتة الدماغية وشلل الأعصاب المحيطية وعدد من الأمراض العصبية الدماغية.
من الأعراض الحركية الشائعة عن مرضى التصلب اللويحي شبيه الورمي: هبوط القدم، وضعف حركة الساق، وقد تُقلد في حالات أخرى أعراض السكتات الدماغية، إذ يعاني المرضى أحيانًا من الارتباك والدوخة والضعف العضلي في جانب واحد من الوجه، ويمكن أن تحاكي الأعراض أيضًا الأورام الدماغية مثل الصداع وفقدان القدرة على الكلام وحدوث النوبات الصرعية.
تختلف أعراض مرض التصلب اللويحي النموذجي عن التصلب اللويحي شبيه الورمي في عدة نقاط منها:
التشنج العضلي ليس شائعًا في حالة التصلب اللويحي شبيه الورمي، لكنه يصادف بكثرة في التصلب اللويحي النموذجي بسبب إزالة الميالين أو الالتهاب في المناطق الحركية من الدماغ أو النخاع الشوكي. تظهر متلازمة العصبون الحركي العلوي عندما يتأثر التحكم الحركي للعضلات الهيكلية بسبب أذية المسارات العصبية الحركية الصادرة. التشنج حركة عضلية لا إرادية تحدث عندما تتقلص العضلة بشكل مفرط استجابة لتمدد العضلات. يُعتقد أن التشنج ناتج عن نقص التثبيط العصبي للعضلات، نتيجة تأذي الخلايا العصبية وتلفها.
فقدان البصر أو اضطرابات الرؤية الأخرى تختلف بشكل كبير بين الحالتين، ففي التصلب العصبي النموذجي، تحدث هذه الاضطرابات نتيجة التهاب العصب البصري، ويمكن أن يؤدي هذا الالتهاب إلى فقدان إدراك الألوان وتضاعف الرؤية. يبدأ فقدان البصر عادة بشكل مركزي في عين واحدة، وقد يؤدي إلى فقدان كامل للرؤية بعد فترة من الزمن.
الاضطرابات الفكرية والمعرفية نادرة أيضًا في حالة التصلب اللويحي شبيه الورمي. قد يظهر مرضى التصلب اللويحي علامات ضعف إدراكي إذ يكون هناك نقص في سرعة معالجة المعلومات وضعف في الذاكرة قصيرة المدى وصعوبة في تعلم أشياء جديدة. يرتبط هذا الضعف الإدراكي بفقدان أنسجة المخ (ضمور الدماغ) نتيجة عملية إزالة الميالين.
يعاني معظم مرضى التصلب اللويحي من التعب والوهن العام، وقد يكون هذا نتيجة مباشرة للمرض أو الاكتئاب أو اضطرابات النوم التي يسببها. لا يُعرف بوضوح حتى الآن كيف يسبب مرض التصلب اللويحي الإرهاق الجسدي، ولكن من المعروف أن الاستخدام المتكرر لنفس المسارات العصبية يؤدي إلى إجهاد الألياف العصبية الذي قد يسبب أعراضًا عصبية، ومن الأمثلة على هذا الاستخدام المتكرر للمسارات العصبية القراءة المستمرة التي قد تؤدي إلى فشل مؤقت في الرؤية.

### التطور
تشير بعض التقارير إلى أن التصلب اللويحي شبيه الورمي يمكن أن يتطور إلى حالات مرضية مختلفة، مثل التصلب اللويحي (الأكثر شيوعًا) وداء شيلدر والتهاب الدماغ والنخاع الحاد المنتشر.

## تشخيص
يعتمد تشخيص التصلب اللويحي على التصوير بالرنين المغناطيسي، والتحليل الطيفي المغناطيسي بالبروتون. تشخيص التصلب اللويحي شبيه الورمي صعب لأنه قد يحاكي الخصائص السريرية ومظهر التصوير بالرنين المغناطيسي للورم الدبقي أو الخراج الدماغي، ولذلك يجب استخدام تقنيات التصوير المتعددة جنبًا إلى جنب مع الاختبارات الكيميائية الحيوية من أجل التشخيص الدقيق لمرض التصلب اللويحي شبيه الورمي.

## العلاج
أظهرت الدراسات وجودة آفات نموذجية في حالات التصلب اللويحي شبيه الورمي تستجيب للكورتيكوستيرويدات بسبب خصائص هذه الأدوية المثبطة للمناعة والمضادة للالتهاب، وتؤدي لتنشيط الحاجز الموي الدماغي وتحث على موت الخلايا اللمفاوية التائية.
لا يوجد علاج معياري للتصلب اللويحي شبيه الورمي، ولكن يبدو أن الأطباء الممارسين يستخدمون الكورتيكوستيرويدات الوريدية، متبوعة بفصادة البلازما وسيكلوفوسفاميد في الحالات غير المستجيبة للسيتروئيدات.

### علاج الأعراض
يختلف علاج كل حالة من حالات التصلب اللويحي شبيه الورمي تبعًا لشدة الأعراض وطبيعتها.
التشنج العضلي
يتراوح علاج التشنج العضلي من النشاط الفيزيائي إلى الأدوية. يشمل النشاط الفيزيائي تمارين الاسترخاء والتمارين الهوائية، حتى الآن لا يزال سبب تحسن التشنج عند ممارسة الأنشطة الفيزيائية غير واضح بدقة. تشمل العلاجات الطبية باكلوفين وديازيبام ودانترولين، لدانترولين العديد من الآثار الجانبية وبالتالي لا يعتبر الخيار الأول في علاج التشنج العضلي، وتشمل الآثار الجانبية له الدوخة والغثيان والضعف العام.

#### التعب والوهن العام
التعب والوهن العام عرض شائع يؤثر على الحياة اليومية للأفراد المصابين بالتصلب اللويحي شبيه الورمي. يُوصى عادةً بإجراء تغييرات في نمط الحياة لتقليل التعب، مثل أخذ قيلولة متكررة وممارسة التمارين بانتظام، ويُنصح مرضى التصلب اللويحي أيضًا بإيقاف التدخين. استخدمت العديد من الأدوية لعلاج التصلب اللويحي شبيه الورمي مثل مضادات الاكتئاب والكافيين، وجُرب الأسبرين أيضًا في العديد من الأبحاث السريرية وأظهر نتائج مشجعة، يُعتقد أنَّ الأسبرين له تأثير على منطقة ما تحت المهاد ويمكن أن يغير إطلاق التنبيهات العصبية والاستجابات اللاإرادية.

## وبائيات
يعاني حوالي 2 مليون شخص في العالم من التصلب اللويحي، وتُشكل حالات التصلب اللويحي شبيه الورمي 1 إلى 2 من كل 1000 حالة تصلب لويحي، ما يعني أن حوالي 2000 شخص في العالم فقط يعانون من التصلب اللويحي شبيه الورمي، نسبة إصابة الإناث أعلى من الذكور، ومتوسط عمر ظهور المرض 37 سنة.